# Einar Valentino Rönn
Einar Valentino Rönn är en litterär figur skapad av Maj Sjöwall och Per Wahlöö, som en av Martin Becks närmaste poliskollegor, i romanserien Roman om ett brott.

## Biografi och förekomster

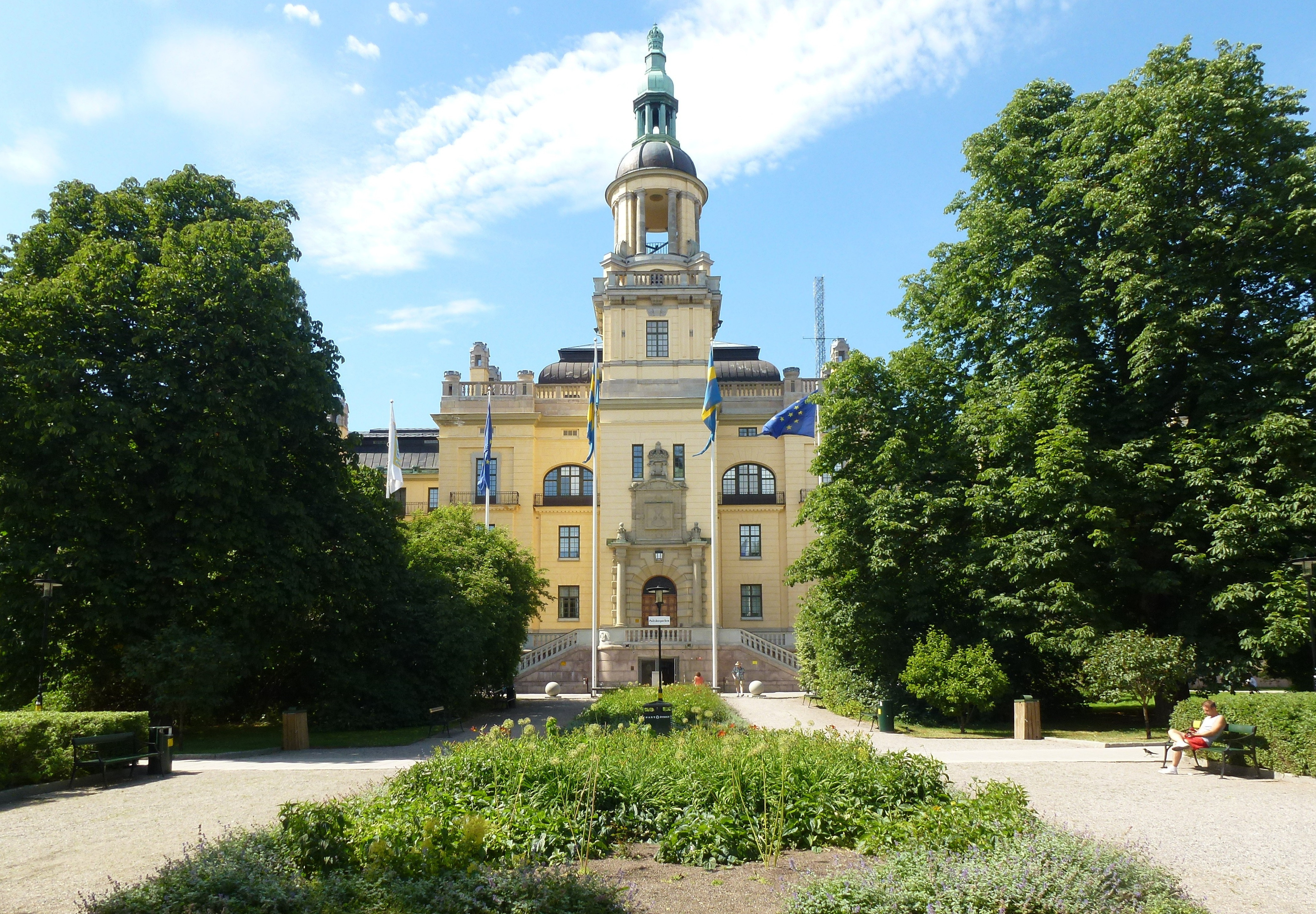
Stockholms gamla polishus, fasad och Polishusparken, sedd från söder. Detta var en av Einar Rönns arbetsplatser.

Einar Rönn är förste kriminalassistent vid Riksmordkommissionen i Sverige. Han är eftertänksam och sävlig, bördig från Norrland och längtar ständigt hem till sitt barndoms Arjeplog. När han talar börjar meningen ofta med ett typiskt norrländskt "jo" – uttalat med en inandning.  Rönn fick ett av sina förnamn, Valentino, efter Rudolph Valentino, som Per Wahlöö beundrade i sin ungdom.
Rönn är anställd på våldsroteln vid Stockholmspolisen. Ofta detacheras han till Riksmordkommissionen med olika utredningar och uppdrag. Till kollegornas förvåning är Rönn och Gunvald Larsson goda vänner. Samarbetet med Martin Beck fungerar dock inte alltid så bra.
Einar Rönn lever i ett kärleksfullt äktenskap med samiskan Unda och har en son som heter Mats. De bor vid Vittangigatan i Vällingby – Vittangi ett mycket lämpligt namn från en ort i norra Norrland. När Rönn tänker på mat, drömmer han om träkolsgrillad harr, palt och surströmming i nu nämnd ordning.
Fysiskt kännetecknas Rönn av sin röda och alltid rinnande näsa. Han är utan särskilt stora ambitioner, men med bra intellekt och god personkännedom. Rönn beskrivs som dyster och fåordig. Uppfattningarna om hans kvalitéer som polis varierar från "typisk medelmåtta" till "riktigt bra". I Den vedervärdige mannen från Säffle (1971) beskrivs han som "en av de stora kanonerna". 
Rönn är omnämnd i den andra boken Mannen som gick upp i rök (1966), än mer från och med den tredje boken Mannen på balkongen (1967). Han finns kvar i tjänst ända till och med den tionde och sista boken – Terroristerna (1975). I de senare filmerna med Peter Haber i huvudrollen har man inte tagit med Einar Rönn som rollfigur. 

## Filmer
Han spelas av Håkan Serner i Mannen på taket (1976), och av Bernt Ström i de sex filmerna med Gösta Ekman som Martin Beck, (1993–1994).